# 満願寺 (仙台市)
満願寺（まんがんじ）は、宮城県仙台市青葉区本町（なお、「大日本寺院総覧・下巻」での所在地は旧名取町区元寺小路）に所在する天台宗寺院。等級は七等。本尊は聖観音で光明皇后護持仏とされる。山号は成就山。仙台三十三観音霊場第9番札所である。

## 歴史
天平年中に白河の関（現在の福島県白河市）において、行基を開山として創建される。天正年中に玉造郡岩出山に移転し、さらに慶長17年（1612年）に仙台城下に移転する。
明和9年（1772年）成立の｢封内風土記｣に寺領36石とある。

## 境内
境内に十王堂及び関の明神がある。